# Robert Lee (golfer)
Robert Lee (Londen, 12 oktober 1961) is een voormalig golfprofessional uit Engeland. 

## Europese Tour
Lee werd professional in 1982, haalde dat jaar zijn spelerskaart op de Tourschool en speelde vervolgens op de Europese PGA Tour. Van 1985 - 1987 stond hij in de top-30 van de Order of Merit mede door twee overwinningen, het Cannes Open in 1985 en het Portugees Open in 1987. Zijn enige overwinning buiten Europa was het Braziliaans Open in 1985. Zijn laatste seizoen op de Tour was in 1999. De laatste jaren speelde hij ook op de Challenge Tour.
Tweemaal heeft Lee een record op zijn naam staan: hij slaagde erin om negen holes te spelen in 27 slagen. Dit deed hij tweemaal: bij het Monte Carlo Open in 1985 en bij het Portugees Open in 1987.

## Professionele overwinningen
- 1985: Compagnie de Chauffe Cannes Open, Brazil Open
- 1987: Portugees Open
- 1996: Canarias Challenge
- 1998: Mastercard Challenge